# Raymond Cartier
Raymond Cartier (Niort, 13 giugno 1904 – Parigi, 18 febbraio 1975) è stato un giornalista, scrittore e storico francese.

## Biografia
Nel 1937 partecipò al lancio del giornale l'Époque. Era molto vicino al parlamentare di destra Henri de Kérillis: nel 1939 essi scrissero insieme il libro Laisserons-nous démembrer la France ? (Lasceremo smembrare la Francia?), ove entrambe esprimono le loro profonde convinzioni contro il cosiddetto patto di Monaco del 1938. Questo libro dedica già un capitolo alla posta economica in gioco nel futuro confronto con la Germania (la "via del ferro" e la "via del grano") e prefigura dunque il suo ricorso ad un'analisi economica dei problemi geopolitici.
Negli anni 1944-1945 Raymond Cartier fu capitano della Sécurité militaire e fu in questo ruolo che interrogò per primo il prigioniero tedesco Kurt Gerstein, ufficiale della SS che si era opposto allo sterminio del popolo ebraico e che allora si trovava in stato di semi-libertà nella pensione Mohren a Rottweil.
Dopo la seconda guerra mondiale fu corrispondente a New York per il settimanale francese Samedi Soir. Ritrovò proprio negli Stati Uniti Henri de Kérillis, che viveva "in esilio" nella Nuova Inghilterra.
Negli anni sessanta fu primo cronista di Paris Match e i suoi articoli di cronaca sull'attualità internazionale e sulla geopolitica fecero il successo della testata.
Rispettato da Raymond Aron come grande penna della stampa e voce ufficiosa della Francia, pubblicò nel 1966 una monumentale Storia della Seconda Guerra mondiale, edita da Paris-Match Larousse, la cui iconografia (carte e fotografie) e la cui qualità del testo restano un punto di riferimento.
Morì nel 1975 e le sue carte personali sono conservate presso gli Archivi nazionali di Francia, al n. 14 AR.

## L'anticolonialismo di Cartier
(frase erroneamente attribuita a Raymond Cartier)
Il suo anticolonialismo pragmatico sosteneva che la Francia dovesse privilegiare il proprio territorio metropolitano prima di occuparsi delle sue colonie. Questo era un sentimento assai diffuso a quel tempo: pareva che il possesso di questi territori (riuniti sotto il nome di Unione francese) fosse ormai piuttosto un ostacolo per il Paese ed il suo rango. In questo senso il "cartierismo" si pone all'opposto delle analisi marxiste sul problema coloniale. Il pensiero marxista considerava infatti che, per le ricchezze ivi estratte, le colonie fossero necessarie alla sopravvivenza del capitalismo, da cui l'impegno dei partiti comunisti europei nella lotta anticoloniale del periodo fra le due guerre mondiali.
Le sue posizioni anticolonialiste furono criticate: i movimenti anticolonialisti rigettarono la sua posizione a causa dell'assenza di condanna morale del colonialismo. A partire dagli anni settanta, alla fine delle lotte coloniali, le argomentazioni di Raymond Cartier furono ritorte contro di lui dopo che l'efficacia economica poteva persino giustificare la manomissione delle ricchezze dei nuovi stati indipendenti da parte della vecchia nazione metropolitana (neocolonialismo).
Le sue origini provinciali - e la celebre frase sovente attribuitagli per errore, «La Corrèze avant le Zambèze», in realtà pronunciata da Jean Montalat - non devono far supporre una sensibilità regionalistica da parte di Raymond Cartier: il suo quadro analitico rimane lo Stato-nazione. Di conseguenza, il suo anticolonialismo pragmatico e argomentato fu spesso soggetto di caricature da parte di una parte del pubblico che prendeva in considerazione solo qualche frase provocatoria.

## L'impegno europeista
Oltre al suo anticolonialismo, Raymond Cartier sostenne con forza l'istituzione europea. Egli scrisse numerosi articoli e libri sull'Europa, tra i quali Les 19 Europes, rappresentazione dei paesi dell'Europa occidentale.

## Opere
- Faisons le point, Paris, Grasset, 1931, (scritto con Henry de Kérillis)
- En l'an III de la croix gammée, Nouvelle société d'édition, 1935
- Laisserons-nous démembrer la France ?, Paris, Éditions de la Nouvelle Revue critique, 1939 (scritto insieme a Henry de Kérillis)
- Winston Churchill, Gutenberg, 1945
- Roosevelt, Gutenberg, 1945
- Léon Gambetta, Gutenberg, 1946.
- Les Secrets de la Guerre dévoilés par Nuremberg, Paris, Arthème Fayard, 1946.
- Les 48 Amériques, Paris, Plon, 1953.
- Les Dessous de la guerre hitlérienne, Paris, Fayard, 1953.
- L'Europa alla conquista dell'America (L'Europe à la conquête de l'Amérique..., 1956), Milano, Garzanti, 1963.
- Les Caïds de New-York, Juillard, 1958.
- Archipel des hommes, le Japon, Paris, Hachette, 1959.
- France, quelle agriculture veux-tu ?, Paris, Plon, 1960.
- Le 19 Europe (Les Dix-neuf Europes...,1960), Milano, Garzanti, 1961.
- L'Algérie sans mensonge, reportage Henriette Chandet, photographies de Hubert de Segonzac, Hachette, 1960.
- Il Napoleone del Terzo Reich, trad. Piero Buscaroli, Milano, Edizioni del Borghese, 1963; a cura di L. Licandro, Edizioni di Ar, 2012; Manzoni Editore, 2020.
- Le 50 Americhe (Mes cinquante Amériques, 1961), Milano, Garzanti, 1962.
- Hitler et ses généraux, Paris, Collection "J'ai lu Leur aventure" N°A207, 1962.
- Gli Stati Uniti, Milano, Garzanti, 1965.
- La Seconda Guerra Mondiale (La Seconde Guerre mondiale, 1965), traduzione di Edmondo Aroldi, Collezione Le Scie, Milano, Arnoldo Mondadori Editore, dicembre 1968.
- Histoire mondiale de l'après guerre 1945-1953, Paris, Presses de la Cité, 1970.
- A dix mille jours de l'an 2000, Paris, Presses de la Cité, 1972.
- Adolph Hitler à l'assaut du pouvoir, Paris, Laffont, 1975.